# Малое Яковково
Малое Яковково — деревня в Сокольском районе Вологодской области на реке Корбанка.
Входит в состав Воробьёвского сельского поселения, с точки зрения административно-территориального деления — в Воробьёвский сельсовет. Расположена к северу от автодороги А123.
Расстояние по автодороге до районного центра Сокола — 62 км, до центра муниципального образования Воробьёва — 6 км. Ближайшие населённые пункты — Угольское, Ядрово, Михалево, Кощеево, Поповское, Ильмоватица.
По данным переписи в 2002 году постоянного населения не было.